# Hartland (Connecticut)
Hartland è un comune di 2.082 abitanti degli Stati Uniti d'America, situato nella Contea di Hartford nello Stato del Connecticut.